# Виноградов, Владимир Михайлович (хоккеист)
Владимир Михайлович Виноградов (род. 8 августа 1988, Казань) — российский хоккеист, нападающий.
Начинал играть в Казани, воспитанник петербургского СКА. В первенстве России дебютировал в сезоне 2005/06 за команду первой лиги «СКА-2», проведя один матч. Отыграл в команде ещё два сезона, после чего завершил профессиональную карьеру. В октябре 2007 года сыграл два гостевых матча за СКА в чемпионате России — против «Динамо» М (3:4) и ХК МВД (2:1).